# Epístola aos Laodicenses
A Epístola aos Laodicenses é um pequeno trabalho encontrado em algumas edições da Vulgata, conhecida somente em Latim, tem objetivo em ser a epístola de Paulo aos Laodicenses mencionada na Epístola aos Colossenses. Existe uma crença quase unanime que seja uma falsificação, sendo uma mera obra de diversas origens obtidas de genuínas epístolas Paulinas.
Adolf von Harnack sugere que ela tenha sido escrita por Marcion ou um de seus seguidores, mas a despeito de um exame literário, sua sugestão não pode ser substanciada ou negada. De qualquer forma, este pequeno trabalho quase não contém alguma doutrina, ensinamentos ou narrativas que não são encontradas em outros lugares e sua exclusão do cânon Bíblico possui um pequeno efeito. Abaixo, encontra-se o conteúdo desse livro:

## Epístola aos Laodicences
Paulo, apóstolo não dos homens nem pelos homens, mas por meio de Jesus Cristo, aos irmãos que estão em Laodiceia:
Graças para vós e paz de Deus Pai e de Nosso Senhor Jesus Cristo.
Agradeço a Cristo em todas as minhas preces porque permaneceis n'Ele e perseverais em suas obras, aguardando a promessa do dia do julgamento.
Que não sejais enganados pelas pregações vãs de alguns para que não vos afastem da verdade do Evangelho que foi por mim proclamado.
Permita Deus, agora, que aqueles que foram enviados por mim para professarem a verdade do Evangelho lhes possam ser úteis e realizem boas obras para a obtenção da vida eterna.
No momento, minhas cadeias se evidenciam - eu que sofro em Cristo - pelas quais sou feliz e me alegro.
Isso me serve para a salvação eterna que se efetua por vossas preces e pela ajuda do Espírito Santo, seja na vida, seja na morte;
pois que minha vida está em Cristo e morrer é alegria.
Isto quer Sua misericórdia fazer em vós: que tenhais o mesmo amor e permaneçais unidos.
Portanto, amados, o que ouvistes quando de minha estadia entre vós assim o conservai e agi no temor de Deus, e tereis em vós a vida para sempre;
pois é Deus que opera em vós,
e fazei sem hesitação o que deveis fazer.
E no mais, amados, alegrai-vos em Cristo e tende cuidado com aqueles que procuram lucros sórdidos.
Possam todos vossos pedidos chegarem a Deus e ficai firmes no sentimento de Cristo.
E fazei o que é puro, verdadeiro, adequado, justo e amável.
O que ouvistes e recebestes guardai no vosso coração e tereis a paz convosco.
Saudai a todos os irmãos com o ósculo santo.
Os irmãos na fé vos saúdam.
A graça de Nosso Senhor Jesus Cristo esteja com vosso espírito.
Cuidai para que esta Epístola seja lida aos Colossenses e que aquela, dos Colossenses, seja lida para vós.